# Gemeinde Juršinci

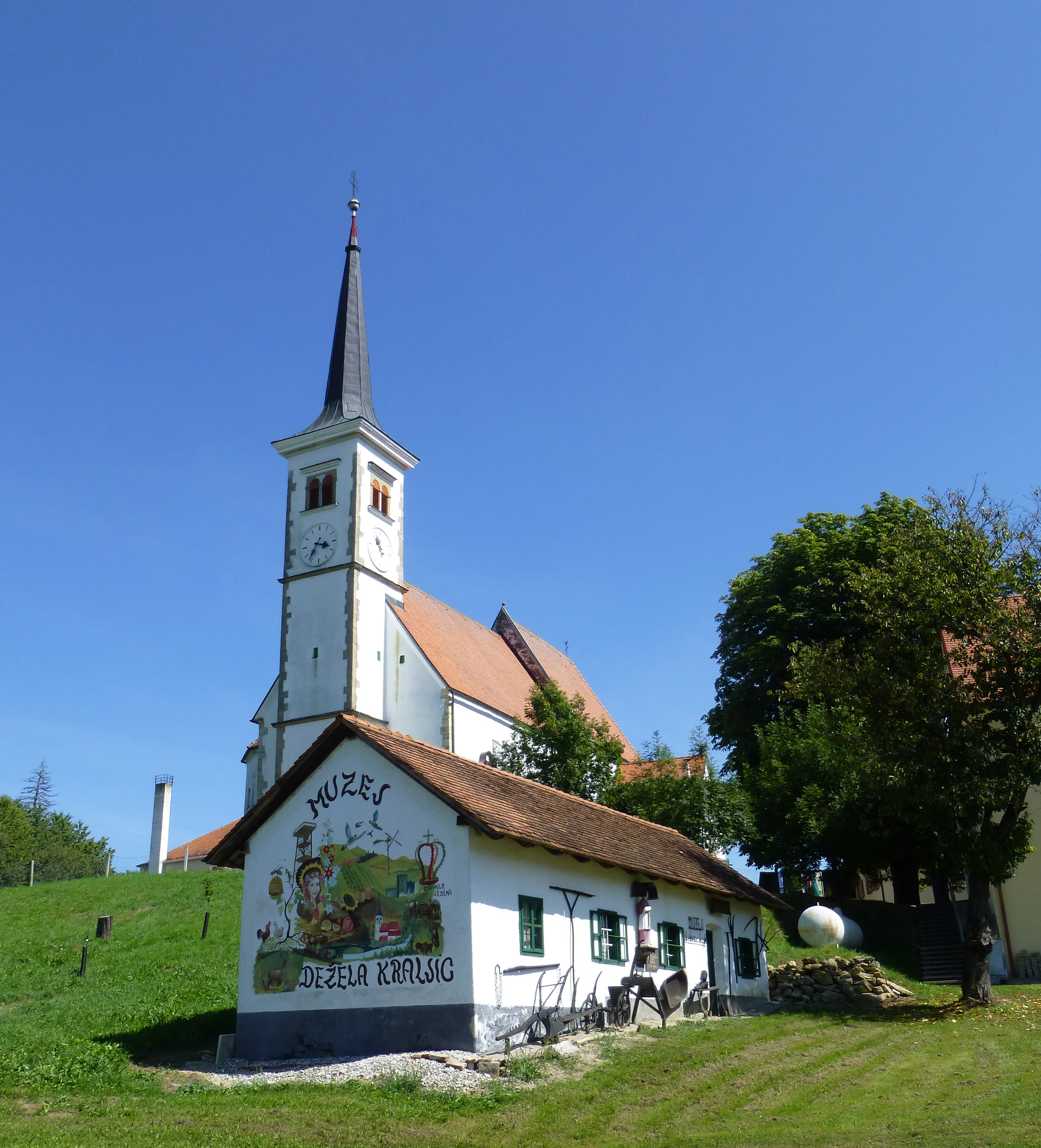
Die dem heiligen Lorenz geweihte Kirche im Dorfzentrum von Juršinci.

Juršinci (deutsch: Jurschinzen) ist der Name  einer Gemeinde und ihres namensgebenden Hauptortes im Nordosten Sloweniens. Sie liegt in der historischen Landschaft Spodnja Štajerska (Untersteiermark) und in der statistischen Region Podravska.

## Lage
Juršinci liegt größtenteils in den Slovenske gorice (Windische Bühel) und geht im Westen in das Tal der Pesnica (Pößnitz) über. 
Die nächstgelegenen größeren Städte sind das 10 km südwestlich gelegene Ptuj und das 26 km im Nordwesten gelegene Maribor. 

## Ortschaften
Die Gemeinde umfasst 13 Ortschaften. Die deutschen Exonyme in den Klammern stammen aus der Mitte des 19. Jahrhunderts und werden heutzutage nicht mehr verwendet. (Einwohnerzahlen Stand 1. Januar 2017):
- Bodkovci (Votkovetz), 125
- Dragovič (Dragovitsch), 165
- Gabrnik (Gabernik), 256
- Gradiščak (Gradoschak), 42
- Grlinci (Gerlinzen), 138
- Hlaponci (Klappendorf), 266
- Juršinci (Jurschinzen), 375
- Kukava (Kukova), 207
- Mostje (Brückeldorf), 30
- Rotman (Rottenmann), 164
- Sakušak (Sakuschak), 217
- Senčak pri Juršincih (Sentschak), 103
- Zagorci (Sagoretz), 287

## Nachbargemeinden
|          | Sveti Andraž v Slovenskih goricah           | Sveti Jurij ob Ščavnici, Ljutomer |
| Destrnik | Kompassrose, die auf Nachbargemeinden zeigt | Sveti Tomaž                       |
| Ptuj     | Dornava                                     |                                   |

## Geschichte
Das Dorf wurde 1320 erstmals unter dem Namen Georgendorff urkundlich erwähnt. Aus dieser Bezeichnung leitete sich auch der slowenische Name ab, Jurij ist die slawische Variante des Vornamens Georg. Juršinci ist seit dem Jahr 1409 schriftlich überliefert. Die Pfarrkirche St. Lorenz wird erstmals 1322 erwähnt. Im 16. Jahrhundert wurde die Kirche zwischen 1517 und 1540 im gotischen Stil umgebaut. Im Innenraum befindet sich ein bedeutender Kreuzweg von Slavko Pengov. 
Die Gemeinde wurde 1995 aus Teilen der Stadtgemeinde Ptuj gebildet.

## Wirtschaft
Juršinci ist eine überwiegend landwirtschaftlich geprägte Gemeinde. Hauptsächlich betreiben die Bauern der Gegend Wein- und Obstbau.

## Söhne und Töchter der Gemeinde

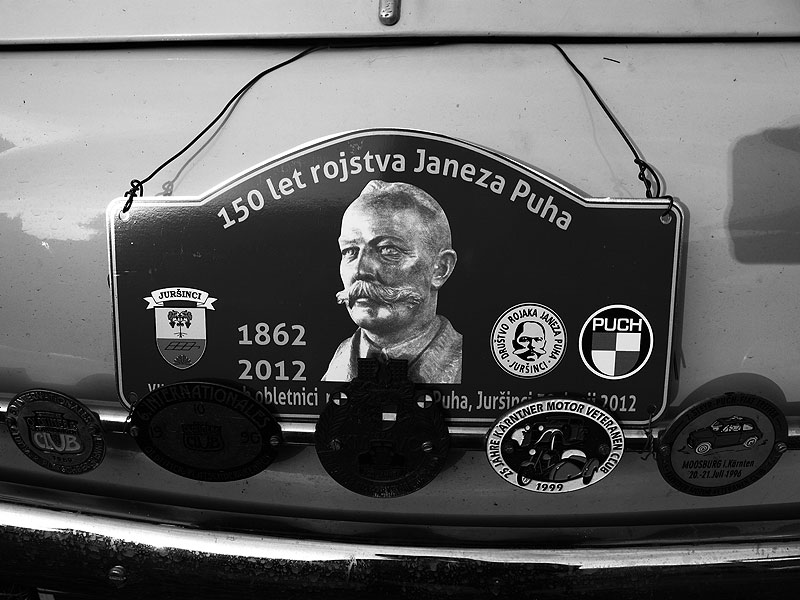
Janez Puh

- Johann Puch/Janez Puh (1862–1914), österreichischer Handwerker und Industrieller slowenischer Nationalität, geboren in Sakušak
- Anton Slodnjak (1899–1983), slowenischer Literaturwissenschaftler, geboren in Bodkovci